# Världscupen i alpin skidåkning 2002/2003
Världscupen i alpin skidåkning 2002/2003 startades 26 oktober 2002 i Sölden och avslutades 16 mars 2003 i Kvitfjell. Stephan Eberharter och Janica Kostelić vann totala världscupen.

## Tävlingskalender

### Herrar

#### Störtlopp
| Datum            | Ort                               | Etta                           | Tvåa                           | Trea                           |
| ---------------- | --------------------------------- | ------------------------------ | ------------------------------ | ------------------------------ |
| 30 november 2002 | Lake Louise (Kanada)              | Stephan Eberharter (Österrike) | Hannes Trinkl (Österrike)      | Kjetil André Aamodt (Norge)    |
| 7 december 2002  | Beaver Creek (USA)                | Stephan Eberharter (Österrike) | Michael Walchhofer (Österrike) | Daron Rahlves (USA)            |
| 14 december 2002 | Val d’Isère (Frankrike)           | Stephan Eberharter (Österrike) | Klaus Kröll (Österrike)        | Andreas Schifferer (Österrike) |
| 21 december 2002 | Val Gardena (Italien)             | Antoine Dénériaz (Frankrike)   | Michael Walchhofer (Österrike) | Josef Strobl (Österrike)       |
| 29 december 2002 | Bormio (Italien)                  | Daron Rahlves (USA)            | Fritz Strobl (Österrike)       | Hannes Trinkl (Österrike)      |
| 11 januari 2003  | Bormio (Italien)                  | Stephan Ebarahrter (Österrike) | Michael Walchhofer (Österrike) | Daron Rahlves (USA)            |
| 17 januari 2003  | Wengen (Schweiz)                  | Stephan Eberharter (Österrike) | Daron Rahlves (USA)            | Bruno Kernen (Schweiz)         |
| 18 januari 2003  | Wengen (Schweiz)                  | Bruno Kernen (Schweiz)         | Michael Walchhofer (Österrike) | Stephan Eberharter (Österrike) |
| 25 januari 2003  | Kitzbühel (Österrike)             | Daron Rahlves (USA)            | Didier Cuche (Schweiz)         | Kjetil André Aamodt (Norge)    |
| 22 februari 2003 | Garmisch-Partenkirchen (Tyskland) | Stephan Eberharter (Österrike) | Didier Cuche (Schweiz)         | Daron Rahlves (USA)            |
| 12 mars 2003     | Kvitfjell (Norge)                 | Antoine Dénériaz (Frankrike)   | Stephan Eberharter (Österrike) | Daron Rahlves (USA)            |

#### Super-G
| Datum            | Ort                               | Etta                           | Tvåa                           | Trea                           |
| ---------------- | --------------------------------- | ------------------------------ | ------------------------------ | ------------------------------ |
| 1 december 2002  | Lake Louise (Kanada)              | Stephan Eberharter (Österrike) | Josef Strobl (Österrike)       | Didier Cuche (Schweiz)         |
| 8 december 2002  | Beaver Creek (USA)                | Didier Cuche (Schweiz)         | Marco Büchel (Liechtenstein)   | Hannes Trinkl (Österrike)      |
| 20 december 2002 | Val Gardena (Italien)             | Didier Défago (Schweiz)        | Hannes Reichelt (Österrike)    | Marco Büchel (Liechtenstein)   |
| 27 januari 2003  | Kitzbühel (Österrike)             | Hermann Maier (Österrike)      | Christoph Gruber (Österrike)   | Stephan Eberharter (Österrike) |
| 23 februari 2003 | Garmisch-Partenkirchen (Tyskland) | Marco Büchel (Liechtenstein)   | Stephan Eberharter (Österrike) | Tobias Grünenfelder (Schweiz)  |
| 13 mars 2003     | Kvitfjell (Norge)                 | Stephan Eberharter (Österrike) | Lasse Kjus (Norge)             | Hannes Reichelt (Österrike)    |

#### Storslalom
| Datum            | Ort                       | Etta                           | Tvåa                           | Trea                           |
| ---------------- | ------------------------- | ------------------------------ | ------------------------------ | ------------------------------ |
| 27 oktober 2002  | Sölden (Österrike)        | Stephan Eberharter (Österrike) | Frédéric Covili (Frankrike)    | Michael von Grünigen (Schweiz) |
| 22 november 2002 | Park City (USA)           | Michael von Grünigen (Schweiz) | Christian Mayer (Österrike)    | Benjamin Raich (Österrike)     |
| 15 december 2002 | Val d’Isère (Frankrike)   | Michael von Grünigen (Schweiz) | Bode Miller (USA)              | Christoph Gruber (Österrike)   |
| 22 december 2002 | Alta Badia (Italien)      | Bode Miller (USA)              | Davide Simoncelli (Italien)    | Christian Mayer (Österrike)    |
| 4 januari 2003   | Kranjska Gora (Slovenien) | Bode Miller (USA)              | Christian Mayer (Österrike)    | Sami Uotila (Finland)          |
| 14 januari 2003  | Adelboden (Schweiz)       | Hans Knauß (Österrike)         | Michael von Grünigen (Schweiz) | Kjetil André Aamodt (Norge)    |
| 1 mars 2003      | Yongpyong (Sydkorea)      | Michael von Grünigen (Schweiz) | Frédéric Covili (Frankrike)    | Bode Miller (USA)              |
| 8 mars 2003      | Shiga Kōgen (Japan)       | Kalle Palander (Finland)       | Rainer Schönfelder (Österrike) | Giorgio Rocca (Italien)        |
| 15 mars 2003     | Hafjell (Norge)           | Hans Knauß (Österrike)         | Benjamin Raich (Österrike)     | Michael von Grünigen (Schweiz) |

#### Slalom
| Datum                        | Ort                       | Etta                                                    | Tvåa                           | Trea                           |
| ---------------------------- | ------------------------- | ------------------------------------------------------- | ------------------------------ | ------------------------------ |
| 24 november 2002             | Park City (USA)           | Rainer Schönfelder (Österrike)                          | Pierrick Bourgeat (Frankrike)  | Benjamin Raich (Österrike)     |
| 16 december 2002 (KO-slalom) | Sestriere (Italien)       | Ivica Kostelić (Kroatien)                               | Giorgio Rocca (Italien)        | Truls Ove Karlsen (Norge)      |
| 5 januari 2003               | Kranjska Gora (Slovenien) | Ivica Kostelić (Kroatien)                               | Rainer Schönfelder (Österrike) | Jean-Pierre Vidal (Frankrike)  |
| 12 januari 2003              | Bormio (Italien)          | Ivica Kostelić (Kroatien)                               | Bode Miller (USA)              | Hans Petter Buraas (Norge)     |
| 19 januari 2003              | Wengen (Schweiz)          | Giorgio Rocca (Italien)                                 | Akira Sasaki (Japan)           | Ivica Kostelić (Kroatien)      |
| 26 januari 2003              | Kitzbühel (Österrike)     | Kalle Palander (Finland)                                | Rainer Schönfelder (Österrike) | Heinz Schilchegger (Österrike) |
| 28 januari 2003              | Schladming (Österrike)    | Kalle Palander (Finland)                                | Benjamin Raich (Österrike)     | Hans Petter Buraas (Norge)     |
| 2 mars 2003                  | Yongpyong (Sydkorea)      | Kalle Palander (Finland)                                | Giorgio Rocca (Italien)        | Benjamin Raich (Österrike)     |
| 8 mars 2003                  | Shiga Kōgen (Japan)       | Kalle Palander (Finland) Rainer Schönfelder (Österrike) |                                | Giorgio Rocca (Italien)        |
| 16 mars 2003                 | Hafjell (Norge)           | Giorgio Rocca (Italien)                                 | Kalle Palander (Finland)       | Manfred Pranger (Österrike)    |

#### Alpin kombination
| Datum              | Ort                   | Etta                           | Tvåa                       | Trea                    |
| ------------------ | --------------------- | ------------------------------ | -------------------------- | ----------------------- |
| 18-19 januari 2003 | Wengen (Schweiz)      | Kjetil André Aamodt (Norge)    | Bode Miller (USA)          | Lasse Kjus (Norge)      |
| 25-26 januari 2003 | Kitzbühel (Österrike) | Michael Walchhofer (Österrike) | Aksel Lund Svindal (Norge) | Didier Défago (Schweiz) |

### Damer

#### Störtlopp
| Datum            | Ort                         | Etta                             | Tvåa                           | Trea                             |
| ---------------- | --------------------------- | -------------------------------- | ------------------------------ | -------------------------------- |
| 6 december 2002  | Lake Louise (Kanada)        | Hilde Gerg (Tyskland)            | Carole Montillet (Frankrike)   | Kirsten Lee Clark (USA)          |
| 7 december 2002  | Lake Louise (Kanada)        | Carole Montillet (Frankrike)     | Corinne Rey-Bellet (Schweiz)   | Renate Götschl (Österrike)       |
| 21 december 2002 | Lenzerheide (Schweiz)       | Michaela Dorfmeister (Österrike) | Brigitte Obermoser (Österrike) | Kirsten Lee Clark (USA)          |
| 18 januari 2003  | Cortina d’Ampezzo (Italien) | Renate Götschl (Österrike)       | Kirsten Lee Clark (USA)        | Michaela Dorfmeister (Österrike) |
| 1 mars 2003      | Innsbruck (Österrike)       | Michaela Dorfmeister (Österrike) | Katja Wirth (Österrike)        | Hilde Gerg (Tyskland)            |
| 12 mars 2003     | Kvitfjell (Norge)           | Renate Götschl (Österrike)       | Ingrid Jacquemod (Frankrike)   | Kirsten Lee Clark (USA)          |

#### Super-G
| Datum            | Ort                         | Etta                           | Tvåa                                                      | Trea                              |
| ---------------- | --------------------------- | ------------------------------ | --------------------------------------------------------- | --------------------------------- |
| 29 november 2002 | Aspen (USA)                 | Hilde Gerg (Tyskland)          | Janica Kostelić (Kroatien)                                | Isolde Kostner (Italien)          |
| 8 december 2002  | Lake Louise (Kanada)        | Karen Putzer (Italien)         | Martina Ertl (Tyskland)                                   | Carole Montillet (Frankrike)      |
| 13 december 2002 | Val d’Isère (Frankrike)     | Carole Montillet (Frankrike)   | Daniela Ceccarelli (Italien)                              | Michaela Dorfmeister (Österrike)  |
| 15 januari 2002  | Cortina d’Ampezzo (Italien) | Carole Montillet (Frankrike)   | Renate Götschl (Österrike)                                | Hilde Gerg (Tyskland)             |
| 17 januari 2002  | Cortina d’Ampezzo (Italien) | Renate Götschl (Österrike)     | Alexandra Meissnitzer (Österrike)                         | Mélanie Turgeon (Kanada)          |
| 28 februari 2002 | Innsbruck (Österrike)       | Renate Götschl (Österrike)     | Carole Montillet (Frankrike)                              | Alexandra Meissnitzer (Österrike) |
| 2 mars 2002      | Innsbruck (Österrike)       | Brigitte Obermoser (Österrike) | Carole Montillet (Frankrike)                              | Renate Götschl (Österrike)        |
| 13 mars 2002     | Kvitfjell (Norge)           | Karen Putzer (Italien)         | Martina Ertl (Tyskland) Alexandra Meissnitzer (Österrike) |                                   |

#### Storslalom
| Datum            | Ort                         | Etta                                                                  | Tvåa                              | Trea                                                               |
| ---------------- | --------------------------- | --------------------------------------------------------------------- | --------------------------------- | ------------------------------------------------------------------ |
| 26 oktober 2002  | Sölden (Österrike)          | Andrine Flemmen (Norge) Nicole Hosp (Österrike) Tina Maze (Slovenien) |                                   |                                                                    |
| 21 november 2002 | Park City (USA)             | Birgit Heeb (Liechtenstein)                                           | Alexandra Meissnitzer (Österrike) | Janica Kostelić (Kroatien)                                         |
| 12 december 2002 | Val d’Isère (Frankrike)     | Karen Putzer (Italien)                                                | Sonja Nef (Schweiz)               | Michaela Dorfmeister (Österrike) Alexandra Meissnitzer (Österrike) |
| 28 december 2002 | Semmering (Österrike)       | Karen Putzer (Italien)                                                | Janica Kostelić (Kroatien)        | Nicole Hosp (Österrike) Denise Karbon (Italien)                    |
| 4 januari 2003   | Bormio (Italien)            | Sonja Nef (Schweiz)                                                   | Anja Pärson (Sverige)             | Michaela Dorfmeister (Österrike)                                   |
| 19 januari 2003  | Cortina d’Ampezzo (Italien) | Anja Pärson (Sverige)                                                 | Janica Kostelić (Kroatien)        | Karen Putzer (Italien)                                             |
| 25 januari 2003  | Maribor (Slovenien)         | Anja Pärson (Sverige)                                                 | Nicole Hosp (Österrike)           | Martina Ertl (Tyskland)                                            |
| 6 mars 2003      | Åre (Sverige)               | Anja Pärson (Sverige)                                                 | Daniela Merighetti (Italien)      | Denise Karbon (Italien)                                            |
| 16 mars 2003     | Hafjell (Norge)             | Karen Putzer (Italien)                                                | Denise Karbon (Italien)           | Nicole Hosp (Österrike)                                            |

#### Slalom
| Datum                        | Ort                   | Etta                       | Tvåa                        | Trea                          |
| ---------------------------- | --------------------- | -------------------------- | --------------------------- | ----------------------------- |
| 23 november 2002             | Park City (USA)       | Janica Kostelić (Kroatien) | Christel Pascal (Frankrike) | Sabine Egger (Österrike)      |
| 30 november 2002             | Aspen (USA)           | Anja Pärson (Sverige)      | Janica Kostelić (Kroatien)  | Marlies Schild (Österrike)    |
| 15 december 2002 (KO-slalom) | Sestriere (Italien)   | Anja Pärson (Sverige)      | Tanja Poutiainen (Finland)  | Nicole Hosp (Österrike)       |
| 22 december 2002             | Lenzerheide (Schweiz) | Janica Kostelić (Kroatien) | Tanja Poutiainen (Finland)  | Claudia Riegler (Nya Zeeland) |
| 29 december 2002             | Semmering (Österrike) | Janica Kostelić (Kroatien) | Christel Pascal (Frankrike) | Nicole Gius (Italien)         |
| 5 januari 2003               | Bormio (Italien)      | Janica Kostelić (Kroatien) | Elisabeth Görgl (Österrike) | Anja Pärson (Sverige)         |
| 26 januari 2003              | Maribor (Slovenien)   | Anja Pärson (Sverige)      | Janica Kostelić (Kroatien)  | Nicole Hosp (Österrike)       |
| 8 mars 2003                  | Åre (Sverige)         | Janica Kostelić (Kroatien) | Anja Pärson (Sverige)       | Monika Bergmann (Tyskland)    |
| 15 mars 2003                 | Hafjell (Norge)       | Kristina Koznick (USA)     | Laure Pequegnot (Frankrike) | Marlies Schild (Österrike)    |

#### Alpin kombination
| Datum               | Ort                   | Etta                       | Tvåa                    | Trea                    |
| ------------------- | --------------------- | -------------------------- | ----------------------- | ----------------------- |
| 21-22 december 2002 | Lenzerheide (Schweiz) | Janica Kostelić (Kroatien) | Martina Ertl (Tyskland) | Maria Riesch (Tyskland) |

## Slutplacering damer
| Placering | Namn                  | Land      | Poäng |
| --------- | --------------------- | --------- | ----- |
| 1         | Janica Kostelić       | Kroatien  | 1570  |
| 2         | Karen Putzer          | Italien   | 1100  |
| 3         | Anja Pärson           | Sverige   | 1042  |
| 4         | Michaela Dorfmeister  | Österrike | 972   |
| 5         | Martina Ertl          | Tyskland  | 922   |
| 6         | Carole Montillet      | Frankrike | 869   |
| 7         | Renate Götschl        | Österrike | 830   |
| 8         | Alexandra Meissnitzer | Österrike | 776   |
| 9         | Kirsten Clark         | USA       | 661   |
| 10        | Nicole Hosp           | Österrike | 558   |

## Slutplacering herrar
| Placering | Namn                | Land      | Poäng |
| --------- | ------------------- | --------- | ----- |
| 1         | Stephan Eberharter  | Österrike | 1333  |
| 2         | Bode Miller         | USA       | 1100  |
| 3         | Kjetil André Aamodt | Norge     | 940   |
| 4         | Kalle Palander      | Finland   | 718   |
| 5         | Didier Cuche        | Schweiz   | 709   |
| 6         | Daron Rahlves       | USA       | 647   |
| 7         | Ivica Kostelić      | Kroatien  | 632   |
| 8         | Benjamin Raich      | Österrike | 622   |
| 9         | Michael Walchhofer  | Österrike | 600   |
| 10        | Hans Knauss         | Österrike | 596   |